# Jean Goss
Jean Goss (* 20. November 1912 in Caluire bei Lyon; † 3. April 1991 in Paris) war ein Vertreter der aktiven Gewaltfreiheit.

## Jugend und Bekehrung
Jean Goss wurde als Sohn von Paul Barthélémy Goss und Jeanne Boni am 20. November 1912 in Caluire als ältestes von fünf Kindern geboren. Sein Vater war Opernsänger, der während des Ersten Weltkriegs als Folge seiner Dienstverweigerung erkrankte und seine Stimme verlor. Schon als 12-Jähriger musste Jean Goss sich mit kleinen Jobs in Paris durchschlagen. Erst 1937 gelang es ihm, eine feste Stelle bei einer Eisenbahngesellschaft, der späteren SNCF, zu bekommen. Ab dem Alter von 15 Jahren engagierte er sich innerhalb der Gewerkschaftsbewegung.
1939 wurde er zum Militär eingezogen. Seine Wehrpflicht erfüllte er mit Überzeugung, da die Kriegsgegner Hitler und das Dritte Reich aus seiner Sicht dämonische Mächte waren. Im Frühjahr 1940, Frankreich hatte gerade verheerende Niederlagen erlitten, beging der Leutnant seines Regiments Selbstmord. Jean Goss kämpfte weiter und erhielt später dafür einen Tapferkeitsorden, musste sich aber schließlich ergeben. Er geriet in Kriegsgefangenschaft, in der er ein einschneidendes Erlebnis hatte, das er als das Erfahren der Liebe Gottes empfand. Er erkannte, dass er als Soldat Hitler nicht töten konnte, sondern nur Menschen, die den Krieg genauso wenig gewollt hatten wie er selbst. 
Diese Erfahrung und deren Weitergabe an andere wurden sein Lebensthema. In der Kriegsgefangenschaft, wo Unrecht und Gewalt den Alltag bestimmten, predigte er dies, wofür er zum Tode verurteilt wurde. Der Lagerleiter verhinderte unter Einsatz des eigenen Lebens dessen Vollstreckung und versteckte ihn bei einem deutschen Pfarrer.

## Engagement für Gewaltfreiheit
Nach der Befreiung suchte Jean Goss den Kontakt mit Katholiken und ihren Führern, um sie vom absoluten Wert der Menschenwürde und von der Notwendigkeit, niemals wieder Krieg zu führen, zu überzeugen. 1950 bekam er Zugang zum Heiligen Offizium der Römischen Kurie und traf sich dort mit Kardinal Ottaviani. Einige katholische Priester waren aber wegen seines Ungestüms verärgert und verwiesen ihn 1948 an Protestanten, die seine Überzeugungen teilten.
Auf diese Weise lernte er den Internationalen Versöhnungsbund (IFOR) kennen, wurde dessen Mitglied und fand einen Namen für sein Lebensthema: vom Geist des Evangeliums inspirierte Gewaltfreiheit. Viele Jahre lang arbeiteten er und seine Frau im Vorstand des französischen Zweigs des Versöhnungsbundes, er einige Zeit lang als dessen Vize-Präsident.
1948 verweigerte er endgültig den Kriegsdienst und gab seine Orden zurück. Ab diesem Zeitpunkt setzte er sich für die Anerkennung der Kriegsdienstverweigerung aus Gewissensgründen ein. Außerdem engagierte er sich noch für den Bau von Sozialwohnungen und in der Eisenbahnergewerkschaft. 1953 war er Anführer eines Streiks in Paris. Danach entschied er jedoch, sich künftig ausschließlich dem Thema der Gewaltfreiheit zu widmen. Er nahm an einem Kongress von Pax Christi teil und fuhr anschließend zu verschiedenen Friedenskonferenzen in Osteuropa (Budapest 1953, Warschau 1956, Moskau 1957, Prag 1958).
1958 heiratete er Hildegard Mayr, Tochter des katholischen Friedensaktivisten Kaspar Mayr, und gab kurz darauf seine Arbeitsstelle bei der Eisenbahn auf. Das Ehepaar lebte danach hauptsächlich in Wien und engagierte sich für die Förderung von Gerechtigkeit, Frieden und aktiver Gewaltfreiheit aus dem Geist des Evangeliums. 1960 wurden die Zwillinge Myriam und Etienne geboren. 1962 hielten sie sich als Beobachter des Zweiten Vatikanischen Konzils in Rom auf und brachten sich in der Sache der Kriegsdienstverweigerung aus Gewissensgründen ein. Danach lebten sie einige Jahre in Lateinamerika, von 1964 bis 1965 in Brasilien und in den Jahren 1970/71 in Mexiko. Sie organisierten zwei Konferenzen zur Propagierung der Gewaltfreiheit (1966 in Montevideo, 1974 in Medellin). Daraus entstand die Organisation Justitia et Pax, deren Koordinator Adolfo Perez Esquivel 1980 den Friedensnobelpreis erhielt. In dieser Zeit arbeiteten sie mit Dom Hélder Câmara, Monsignore Proaño, Don Fragoso und Fredy Kunz zusammen. 1977 organisierte Jean Goss in Bogotá ein Seminar zur Gewaltfreiheit für die lateinamerikanischen Bischöfe.
Gleichzeitig führten er und seine Frau auch Seminare zur Gewaltfreiheit in Ländern durch, die von Krieg und Gewalt gezeichnet waren: seit 1963 in Irland, seit 1972 auf dem Balkan, seit 1973 im südlichen Afrika, 1974 bis 1975 sowie 1980 im Libanon und 1979 in El Salvador. In den 1980er Jahren gingen sie nach Asien und wirkten seit 1984 auf den Philippinen, außerdem in Thailand, Bangladesch und Hongkong. Jean Goss erlebte dort die gewaltfreie Revolution 1986 auf den Philippinen, die er mitvorbereitet und begleitet hatte. In seinen letzten Lebensjahren wurde er nach Zentralafrika gerufen. 1990 begab er sich nach Zaire.
Jean Goss starb am 3. April 1991 in Paris. Am Tag darauf wollte er mit seiner Frau nach Madagaskar aufbrechen.

## Filme
- Internationaler Versöhnungsbund: Jean Goss Clip French for our IFOR Documentary Film YouTube 60 min.